# 逯懿
逯懿（？—？），河南省彰德府林縣人，清朝政治人物、同進士出身。

## 生平
光緒十五年（1889年），参加光緒己丑科殿試，登進士三甲126名。同年五月，著交吏部掣签，分发各省以知县即用。